# Dungeon Siege III
Dungeon Siege III (с англ. — «Осада подземелья III») — компьютерная ролевая игра, третья часть серии Dungeon Siege, разработанная компанией Obsidian Entertainment под надзором Криса Тейлора (автора предыдущих частей серии) и изданная Square Enix в 2011 году.

## Сюжет
Действие игры происходит в Королевстве Эб, которое уже было показано в первых двух частях серии. Спустя 150 лет после событий первой части 10-й Легион, который обеспечивал стабильность королевства в течение 400 лет, был почти полностью истреблён. За 30 лет до начала игры Джейн Кассиндер сплотила людей в восточной части Эба и, заручившись поддержкой церкви Азуная, обвинила в смерти короля (как выясняется по ходу игры, её отца) 10-й Легион. После долгой и жестокой войны Кассиндер удалось истребить почти весь Легион в Лесу Руккенваль, а армию молодой королевы Рослин загнать в глубокие шахты Блестящих Копей, лишив её почти всей власти.
Небольшая группа потомков Легиона оставалась под опекой человека, называющего себя Почтенным Одо, бывшим разведчиком Легиона. Он охранял потомков Легиона от Джейн и в начале Dungeon Siege III созвал всех потомков для встречи в старой фортеции Легиона. Персонаж игрока прибывает, чтобы найти остальных детей Легиона, но обнаруживает горящую усадьбу Легиона, разграбленную наемниками Лесканци. С помощью Мартена Гискарда, другого потомка Легиона, игрок разыскивает Одо в старом поместье Монтбарронов рядом с поселением Вранов Яр. После собрания и выяснения обстоятельств нападения игрок должен найти других оставшихся в живых и новую информацию о нападении. В пещере рядом с деревней (оккупированной наемниками) игрок находит торговца Легиона по имени Арманд и первого союзника: архонта Анджали или рыцаря Лукаса (в зависимости от выбора персонажа в начале игры). Герои идут в Руккенваль к месту смерти последних воинов легиона и видят там Светозарного Юнца, который дает им силу открывать переходы через параллельный мир и предупреждает о силе их врага с просьбой остановить его. Герои с помощью перехода попадают в центр лагеря Лесканци. После борьбы с большим количеством наемников Кассиндер и битвы с их лидером архонтом Раджани игрок отправляется в город Каменномост, чтобы открыть там Великую Фортецию. На пути к Каменномосту к ним присоединяется Катарина, незаконорождённая дочь Хью Монтбаррона и ведьмы Лесканци, по совместительству сестра Лукаса. На болотах они помогают группе солдат-роялистов под предводительством лорда Девонси, борющихся с Джейн Кассиндер, отбить пушки, освободить пленных, выбраться с топей и успеть помочь королеве в обороне Блестящих Копей.
После повторного открытия здания фортеции в Каменномосте игрок пытается заручиться поддержкой армии королевы и советом гильдий, управляющих Каменномостом. Помогая Королеве Рослин и лорду Девонси защищать Копи от армии Джейн Кассиндер, он встречается с ней лицом к лицу. Реакция Кассиндер на появление героя зависит от действий игрока в лагере Лесканци и от того, оставил ли он ранее жизнь архонту Раджани. Поддержка Каменномоста гарантирует наличие армии роботов — изобретения гоблинов. Заручаясь поддержкой совета, игрок встречает Рейнхарта — потомка величайшего мага Легиона. Когда игрок выполняет все требования совета, на Каменномост совершается нападение изнутри. Атакой руководит некий Старый Франт, опасный преступник, который перебрал роботов Каменномоста и послал в атаку на город. После победы над ним оказывается, что его настоящее имя Аршамбо дю Пойен, и он один из легионеров, выживших при событиях тридцатилетней давности. Тогда жители города вместе с войсками Джейн перебили всех легионеров в городе и Аршамбо пришлось смотреть, как его соратники умирают. Почтенный Одо узнает в нём человека, с которым он приносил присягу Легиону и стране. Игроку предстоит решить судьбу Франта, что повлияет на дальнейшие отношения Каменномоста и Легиона.
Заручившись поддержкой двух армий, игрок нападает на Шпиль, собор принадлежащий Джейн Кассиндер, в котором находится она и её войска. Поручив командование армией Мартену Гискарду, игрок направляется в собор и ищет Кассиндер. У ворот он встречает Раджани или других архонтов. Они перестали верить Кассиндер, думают, что та сошла с ума, и хотят идти за Анджали. Далее следует сражение с Кассиндер, показавшее всю её силу, она терпит поражение, но бежит в Руккенваль, чтобы пробудить потерянных богов. Это показывает, что Кассиндер стремится использовать свою власть, чтобы пробудить древних богов. Игрок через переходы попадает в Руккенваль и борется с богом-мутантом, призванным Кассиндер. После сражения игрок и Светозарный Юнец захватывают живой Кассиндер и решают, что с ней делать: судить или же отдать её племяннице, королеве Рослин, которая её помилует и оставит при дворе.

## Создание игры
Крис Тейлор, ведущий дизайнер игры, заявил о том, что в Dungeon Siege III будет покончено с многоперсонажными отрядами для того, чтобы сделать игру проще.

## Оценки и награды
| Сводный рейтинг    | Сводный рейтинг      | Сводный рейтинг       | Сводный рейтинг       |
| Издание            | Оценка               | Оценка                | Оценка                |
| Издание            | PC                   | PS3                   | Xbox 360              |
| ------------------ | -------------------- | --------------------- | --------------------- |
| GameRankings       | 70,45 %              | 73,00 %               | 72,42 %               |
| Metacritic         | 72 / 100 (33 обзора) | 71 / 100 (49 обзоров) | 72 / 100 (50 обзоров) |
| Иноязычные издания |                      |                       |                       |
| Издание            | Оценка               | Оценка                | Оценка                |
| Издание            | PC                   | PS3                   | Xbox 360              |
| GameSpot           | 6,0 / 10             | 6,5 / 10              | 6,5 / 10              |
| GamesRadar+        | 5 / 10               | 6 / 10                | 6 / 10                |

| Иноязычные издания      | Иноязычные издания |
| Издание                 | Оценка             |
| ----------------------- | ------------------ |
| 1UP.com                 | B-                 |
| AllGame                 | [ 21 ]             |
| Eurogamer               | 8 / 10             |
| Game Informer           | 8 / 10             |
| GamePro                 | [ 24 ]             |
| GameRevolution          | B                  |
| GameSpy                 | [ 26 ]             |
| GameTrailers            | 6,3 / 10           |
| IGN                     | 6,5 / 10           |
| OXM                     | 7,0 / 10           |
| XboxAddict              | 67 %               |
| Xbox World 360 Magazine | 7,9 / 10           |
| Games Master Magazine   | 7,9 / 10           |
| Русскоязычные издания   |                    |
| Издание                 | Оценка             |
| 3DNews                  | 6 /10              |
| Absolute Games          | 68 %               |
| PlayGround.ru           | 7,6 / 10           |
| StopGame.ru             | проходняк          |
| «Домашний ПК»           | [ 37 ]             |
| «Игромания»             | 7,0 / 10           |
| «Игры Mail.ru»          | 7,0 / 10           |
| GameStar.ru             | 7,0 / 10           |

Игра получила смешанные оценки. На сайте-агрегаторе Metacritic средняя оценка игры составляет 72 из 100 на основе 33 обзоров для платформы PC.
Летом 2018 года, благодаря уязвимости в защите Steam Web API, стало известно, что точное количество пользователей сервиса Steam, которые играли в игру хотя бы один раз, составляет 638 566 человек.